# Crosby (Merseyside)
Crosby – miasto w Anglii, w hrabstwie Merseyside, w dystrykcie metropolitalnym Sefton, położone nad Zatoką Liverpoolską, około 10 km na północ od Liverpoolu. Od południa graniczy z Bootle, od północy z Formby. 
Miasto ma korzenie w czasach wikingów, podobnie jak pobliskie Formby i Kirkby. Ze staronorweskiego nazwa Krossabyr oznacza wioska z krzyżem. W sporządzonej na polecenie Wilhelma Zdobywcy Domesday Book z 1086 roku miejscowość zapisana była jako Crosebi. Dzisiejsza aglomeracja składa się z osad ciągnących się wzdłuż wybrzeża Morza Irlandzkiego. Wybrzeże Crosby obejmuje kilka kilometrów plaży, przystań jachtową, centra sportowe oraz parki. Charakterystyczne budynki w pierwszej linii od morza są przykładem zabudowy kurortowej. 
Na tutejszej plaży Crosby Beach znajduje się znana instalacja artystyczna Antony'ego Gormleya Another Place.
Crosby kilkukrotnie pojawiało się na liście „Najlepszych miejsc do życia” w rankingu The Sunday Times.
W 2001 roku miasto liczyło 51 789 mieszkańców.
W mieście rozwinął się przemysł spożywczy.